# Коняева, Надежда Ефимовна
Наде́жда Ефи́мовна Коня́ева (род. 5 октября 1931, Чапкино, Центрально-Чернозёмная область) — советская легкоатлетка, бронзовый призёр Олимпийских игр. Мастер спорта СССР (1954), заслуженный мастер спорта СССР (1957).

## Карьера
На Олимпиаде в Мельбурне в 1956 году завоевала бронзовую медаль в метании копья, уступив чилийке Марлен Аренс и своей соотечественнице Инесе Яунземе.
В 1954 году три раза устанавливала мировой рекорд. На чемпионате Европы в том году выиграла бронзу, уступив соотечественнице Вирве Роолайд и Дане Затопковой.
Призёрка чемпионата СССР в 1953 года, 1954 и 1956 годах.

## Награды
- Орден «Знак Почёта» (27.04.1957) — «за успехи, достигнутые в деле развития массового физкультурного движения в стране, повышения мастерства советских спортсменов, и успешное выступление на международных соревнованиях»